# John C. Clark
John Chamberlain Clark (* 14. Januar 1793 in Pittsfield, Massachusetts; † 25. Oktober 1852 in Elmira, New York) war ein US-amerikanischer Jurist und Politiker. Zwischen 1827 und 1829 sowie zwischen 1837 und 1843 vertrat er den Bundesstaat New York im US-Repräsentantenhaus.

## Werdegang
John Chamberlain Clark wurde ungefähr zehn Jahre nach dem Ende des Unabhängigkeitskrieges im Berkshire County geboren. Er schloss seine Vorstudien ab. 1811 graduierte er am Williams College in Williamstown. Nach dem Erhalt seiner Zulassung als Anwalt begann er in Hamilton zu praktizieren. Er zog um 1818 nach Bainbridge im Chenango County. Zwischen 1823 und 1827 war er Bezirksstaatsanwalt (district attorney).
Politisch gehörte er der Jacksonian-Fraktion an. Bei den Kongresswahlen des Jahres 1826 für den 20. Kongress wurde Clark im 21. Wahlbezirk von New York in das US-Repräsentantenhaus in Washington, D.C. gewählt, wo er am 4. März 1827 die Nachfolge von Elias Whitmore antrat. Er schied nach dem 3. März 1829 aus dem Kongress aus. In der Folgezeit schloss er sich der Demokratischen Partei an. 1836 kandidierte er für den 25. Kongress. Nach einer erfolgreichen Wahl trat er am 4. März 1837 die Nachfolge von William Mason an. Seine politische Orientierung änderte sich allerdings nachdem Präsident Martin Van Buren 1837 verlauten ließ, dass er ein unabhängiges Finanzministerium begünstigt. Bei den folgenden Kongresswahlen des Jahres 1838 für den 26. Kongress kandidierte er für die Whig Party. Er wurde in das US-Repräsentantenhaus gewählt. Nach einer weiteren Wiederwahl 1840 schied er nach dem 3. März 1843 aus dem Kongress aus.
Am 2. August 1849 wurde er First Auditor für das Finanzministerium – ein Posten, den er bis zum 31. Oktober 1849 innehatte. Er zog nach Chemung County. Dort war er im Holzgeschäft tätig. Er verstarb am 25. Oktober 1852 in Elmira. Sein Leichnam wurde dann auf dem St. Peter’s Churchyard in Bainbridge beigesetzt.